# Shulamit Lapid
Shulamit Lapid (Tel Aviv, 9 novembre 1934) è una scrittrice, drammaturga e traduttrice israeliana.

## Vita
Shulamit Lapid (שולמית לפיד) è nata il 9 settembre 1934 a Tel Aviv, in Israele. Dal 1956 al 1957 ha studiato Studi mediorientali e Letteratura inglese all'Università Ebraica di Gerusalemme, ma non ha conseguito la laurea. Ha lavorato come direttore generale per l'Associazione degli Scrittori Ebrei in Israele. Ha pubblicato romanzi, libri per bambini, opere teatrali e racconti. Nel 2012 è stato reso noto il suo lavoro sotto copertura per il Mossad.
Il padre, David Giladi (דוד גלעדי), è stato un noto giornalista, romanziere e traduttore, nonché uno dei fondatori del giornale israeliano Maariv. Nel libro Ve-ulai lo hayu, Lapid documenta la storia dell'immigrazione del padre dalla Transilvania in Israele e la sua integrazione nella società israeliana.
Lapid è stata sposata con Yosef Lapid, giornalista e Ministro della Giustizia durante il governo di Ariel Sharon, fino alla sua morte avvenuta il primo giugno 2008. Insieme hanno avuto tre figli: Michal (morto nel 1984 in un incidente d'auto), Merav e Yair, scrittore, giornalista, personalità televisiva e noto politico.

## Produzione letteraria

### Gei Oni
Il libro più noto di Shulamit Lapid, Gei Oni (גיא אוני lett: "Valle della forza"), pubblicato nel 1982, racconta la storia dei primi immigrati nella moderna terra d'Israele e dei fondatori dell'insediamento Rosh Pina. Il seguito, Havat Haalmot (lett: "La fattoria delle ragazze", 2006), racconta della stessa protagonista di Gei Oni che, durante la seconda Aliyah, viveva nell'Havat Ha'amlot, una fattoria nei pressi del Lago di Tiberiade in cui le donne venivano educate alla vita agricola.
Il romanzo Gei Oni è ambientato all'epoca della prima Aliyah, ovvero della prima migrazione in Palestina di ebrei provenienti dall'Europa, avvenuta a fine Ottocento. La scelta di questo contesto storico mette in contrasto la scrittrice con altri autori a lei contemporanei, dal momento che il tema della prima Aliyah, molto più lontano nel tempo rispetto alla seconda, è un argomento che non viene spesso trattato nel comune corpus culturale israeliano. Inoltre, in Gei Oni, Lapid tenta esplicitamente di valorizzare lo status delle donne della storia del Sionismo.
Già in copertina si parla dell'eroina del romanzo, descrivendola con le seguenti parole: "Fanya è una di quelle donne-gigante il cui nome è assente nei libri di storia, poiché solo i nomi degli uomini appaiono nella lista degli agricoltori che hanno redento la terra di Eretz Israel". Fanya è una donna forte e indipendente, capace di prendere le sue decisioni e di badare a se stessa, e potrebbe sembrare una femminista a tutti gli effetti, ma è questa una definizione con cui l'autrice non si identifica. Ciò che realmente importa all'eroina di Lapid, infatti, è combattere per l'amore di suo marito: la sua libertà di azione è qualcosa che lui deve concederle.

### Atterraggio d'emergenza
Atterraggio d'Emergenza (נחיתת אונס) è un racconto apparso in una raccolta uscita nel 1990, in cui viene rappresentato uno "stupro al contrario", ovvero una serie di sevizie sessuali subite da un uomo da parte di una sconosciuta che si introduce di nascosto in casa sua. Nel racconto non viene mai spiegato il motivo dello stupro o quale sia l'identità della donna. Durante tutta la storia la vittima si chiede il motivo di quello che gli sta accadendo, e annaspa alla ricerca di un episodio della propria vita che abbia potuto scatenare una simile reazione. I pensieri della vittima sono l'unico elemento razionale, quasi soffocato dalla prorompente pazzia della carnefice. L'uomo viene cacciato dal "paradiso della mascolinità" che vuole gli uomini come esseri forti, puliti e impenetrabili, e viene assegnato a una categoria tipicamente ritenuta femminile, e reso oggetto di disgusto.

### Letteratura gialla
La letteratura di spionaggio scritta da Lapid è particolarmente popolare in Israele. Lapid ha creato il personaggio di Lizzi Bdihi, presente in sei dei suoi romanzi gialli. Lizzi Bdihi è una giornalista che lavora per Hazman Darom (lett: "Il tempo del Sud"), il giornale locale di Be'er Sheva, e in ogni romanzo insiste testardamente ad occuparsi di un caso misterioso che nessuno le ha chiesto di risolvere. Il personaggio, simile ad una Miss Marple alla Agatha Christie, è una zitella eccentrica che risolve i casi traballando dentro a scarpe troppo grandi e indossando orecchini enormi. Il primo libro della serie, Mekomot, pubblicato nel 1989, è stato un importante romanzo giallo, e ha stimolato la diffusione di questo genere in Israele.

## Opere

### Libri per bambini
- 1971 Shpitz, Masda
- 1988 Oded ha-Melukhakh, Keter
- 1988 Ha-Smikha Zehaba, Keter

### Romanzi
- 1982 Gei Oni (Valle della forza), Keter
- 1984 Kekheres ha-Nishbar (Come un vaso rotto), Keter
- 1989 Mekomon (Giornale locale), Keter
- 1992 Pitayon (Esca), Keter
- 1993 Hatakhshit (Il gioiello), Keter
- 1997 Hol ba-enayim (Sabbia nei tuoi occhi), Keter
- 1998 Etzel Babu (Chez Babou), Keter
- 2000 Pilegesh ba-giv'ah (Concubina sulla collina), Keter
- 2003 Khibuk Dov (Abbraccio di orso), Bavel
- 2006 Khavat ha-Almot (La fattoria delle fanciulle; Nunia), Keter
- 2011 Ve-Ulay Lo Hayu (E forse non lo sono mai stati), Keter
- 2012 Ta'ot Anush (Errore umano), Keter

### Racconti
- 1974 Shalvat Shutim, Masda
- 1969 Mazall Dagim, Eked
- 1969 Kadakhat, Yakhdav
- 2014 Khalumot shel Akherim, Keter

### Libri della serie di Lizzi Bdihi
- 1989, Mekomon; Dalla nostra corrispondente, trad. it. di Elena Loewenthal e Sarah Kaminski, Milano, Astoria, 2014, ISBN 978-88-96919-75-0
- 1991 Pityon; L'esca, trad. it. di Elena Loewenthal, Astoria, 2014, ISBN 978-88-96919-88-0
- 1992 Ha-Takhshit; Il gioiello, trad. it. di Elena Loewenthal, Astoria, 2015, ISBN 978-88-98713-15-8
- 1997 Khol be-Eynaim
- 2000 Pilgesh ba-Giv'a
- 2007 Sof Onat ha-Limonim

### Drammi rappresentati in Israele
- 1990 Rakham Pondaki
- 1991 Rekhosh Natush
- 1992 Mif'al Khayav
- 1997 Haflagot

## Premi
Nel 1987 ha ricevuto il Prime Minister’s Prize for Literature (1987), e l'anno successivo l'International Theater Institute Award (1988).
Nel 1996 il Krimipreis tedesco per i romanzi gialli; nel 2006 e 2007 i Book Publishers Association's Gold and Platinum Prizes per Havat Ha'almot (edizione inglese Nunia); il Book Publishers Association's Gold Prize per Ve-Ulay Lo Hayu (edizione inglese Maybe They Were Not) nel 2011, e il Steimatzky Prize per Ṭaʻut enosh : motḥan (Human Error) nel 2013.